# Piotr Cywiński (historyk)
Piotr Mateusz Andrzej Cywiński (ur. 16 kwietnia 1972 w Warszawie) – polski historyk mediewista, działacz społeczny, od 2006 dyrektor Państwowego Muzeum Auschwitz-Birkenau, współtwórca i prezes Fundacji Auschwitz-Birkenau. W latach 2000–2010 prezes Klubu Inteligencji Katolickiej w Warszawie, w latach 2005–2007 wiceprezes Stowarzyszenia Wikimedia Polska.

## Życiorys
Syn Bohdana Cywińskiego i Marii-Małgorzaty, córki Zbigniewa Łoskota. W latach 1982–1993 mieszkał w Szwajcarii i we Francji wskutek emigracji politycznej ojca.
Historyk mediewista, absolwent Uniwersytetu Humanistycznego w Strasburgu (1993) i Katolickiego Uniwersytetu Lubelskiego (1995). Doktoryzował się w Instytucie Historii PAN (2002).
W latach 1996–2000 był wiceprezesem, a w latach 2000–2010 prezesem Klubu Inteligencji Katolickiej w Warszawie. W 2002 współtworzył Forum Świętego Wojciecha, organizujące międzynarodowe zjazdy gnieźnieńskie, przewodniczył Forum do stycznia 2009. W latach 2004–2008 był prezesem na Europę światowej federacji intelektualistów katolickich Pax Romana. Ekumenista, w latach 2002–2024 członek Zespołu Episkopatu Polski do rozmów z Kościołem greckokatolickim na Ukrainie. Uczestnik także dialogu polsko-żydowskiego, chrześcijańsko-żydowskiego oraz rozmów między kulturami pogranicza.
W latach 2000–2002 w ramach Instytutu Adama Mickiewicza współkierował Festiwalem „Europalia 2001 Polska”, następnie stworzył serwis internetowy Diapozytyw.pl, w którym dostępne były informacje o historii i kulturze żydowskiej w Polsce. W okresie 2001–2004 członek Rady Konsultacyjnej Organizacji Pozarządowych przy Mazowieckiej Radzie Integracji Europejskiej.

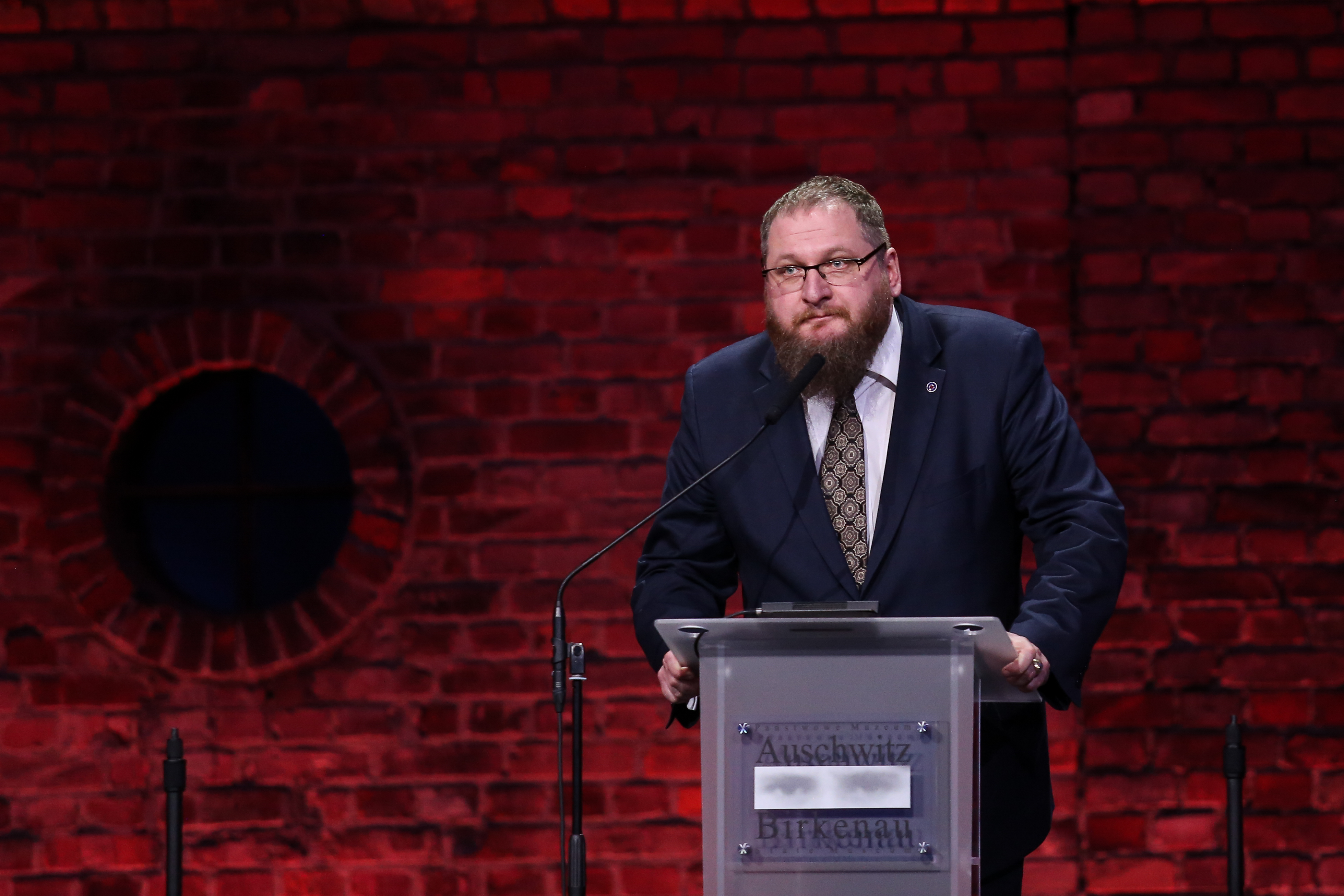
Piotr Cywiński przemawiający podczas 75. rocznicy wyzwolenia Auschwitz (2020)

Od 2000 członek, a w latach 2000–2006 sekretarz Międzynarodowej Rady Oświęcimskiej. Następnie, od 1 września 2006 dyrektor Państwowego Muzeum Auschwitz-Birkenau. Współtworzył Międzynarodowe Centrum Edukacji o Auschwitz i Holokauście. Do 2014 był też wiceprezesem Rady Centrum, stworzył jego siedzibę. Instytucja ta jest dziś największym centrum edukacji o Zagładzie w Europie. W 2009 współtwórca – i od tamtego czasu prezes – Fundacji Auschwitz-Birkenau, która po raz pierwszy zapewniła na dekady finansowanie wielkich prac konserwatorskich pozostałości tego obozu. Poza finansowaniem konserwacji, fundacja ta finansuje dziś wiele działań edukacyjnych Muzeum, między innymi utworzenie pierwszego na świecie systemu oprowadzania online. Twórca nowego Centrum Obsługi Odwiedzających oraz rozwoju infrastruktury wokół Muzeum, m.in. utworzenia hotelu dla wolontariuszy i uczestników konferencji. Współtwórca także – i przewodniczący Rady – Instytutu Auschwitz-Birkenau (od 2018), główny ekspert Centrum Badań nad Ekonomiką Miejsc Pamięci (od 2018) na Uniwersytecie SWPS. Współtwórca i prezes Towarzystwa Zarządzania Miejscami Pamięci (od 2019). W grudniu 2020 został zastępcą redaktora naczelnego czasopisma naukowego „Journal of Leadership and Management”.
W latach 2009–2018 (kadencja IV, V i VI) oraz w latach 2021–2027 (kadencja VIII: wiceprzewodnicący i IX) był członkiem Rady do Spraw Muzeów przy Ministrze Kultury. W latach 2010–2016 był członkiem Rady Ochrony Pamięci Walk i Męczeństwa. Ponadto był wiceprzewodniczącym Rady Muzeum Tradycji Niepodległościowych w Łodzi, członkiem pierwszej kadencji Rady, a następnie (od 2012 do stycznia 2017) członkiem Rady Powierniczej budowanego wówczas Muzeum II Wojny Światowej w Gdańsku, wrócił do rady tego muzeum w 2024 roku. W latach 2017–2021 pełnił funkcję przewodniczącego Rady Programowej Żydowskiego Instytutu Historycznego im. Emanuela Ringelbluma w Warszawie, a od 2021 przewodniczy Radzie tworzonego aktualnie Muzeum. Miejsce Pamięci KL Płaszów. Od 2020 członek Rady Muzeum przy Muzeum – Dom Rodziny Pileckich.
Członek Rady Fundacji na rzecz Maximilian-Kolbe-Werk, założonej przez Konferencję Episkopatu Niemiec. Od 2011 członek zarządu Stowarzyszenia Miejsce Pamięci Maison des enfants d’Izieu we Francji. Od 2015 roku członek moskiewskiego Stowarzyszenia Memoriał. W 2021 roku został członkiem Międzynarodowej Rady szwedzkiego Instytutu Badań nad Holokaustem (IHRS).
W 2008 był ambasadorem Europejskiego Roku Dialogu Międzykulturowego. W wyborach w 2004 kandydował do Parlamentu Europejskiego z ramienia Unii Wolności.
Od 2014 członek Komitetu Obywatelskiego Solidarności z Ukrainą (KOSzU).
W latach 2005–2007 był wiceprezesem Stowarzyszenia Wikimedia Polska, a w latach 2007–2012 członkiem Komisji Rewizyjnej tego stowarzyszenia.

## Wybrane publikacje

### Autor
- Epitafium... i inne spisane niepokoje, Państwowe Muzeum Auschwitz-Birkenau, Oświęcim 2012, ISBN 978-83-7704-042-3.
  - Epitaph, Państwowe Muzeum Auschwitz-Birkenau, Oświęcim 2015, ISBN 978-83-7704-084-3.
  - Non c'è una fine. Transmettere la memoria de Auschwitz, Bollati Boringhieri, Turyn 2017, ISBN 978-88-339-2834-0
- Początki Auschwitz w pamięci pierwszego transportu polskich więźniów politycznych, Państwowe Muzeum Auschwitz-Birkenau, Oświęcim 2015, ISBN 978-83-7704-091-1.
- Zagłada w pamięci więźniów Sonderkommando, Państwowe Muzeum Auschwitz-Birkenau, Oświęcim 2015, ISBN 978-83-7704-113-0.
- Marsz śmierci w pamięci ewakuowanych więźniów Auschwitz, Państwowe Muzeum Auschwitz-Birkenau, Oświęcim 2016, ISBN 978-83-7704-131-4.
- Sny obozowe w pamięci ocalałych z Auschwitz, Państwowe Muzeum Auschwitz-Birkenau, Oświęcim 2016, ISBN 978-83-7704-132-1.
- Rampa w pamięci Żydów deportowanych do Auschwitz, Państwowe Muzeum Auschwitz-Birkenau, Oświęcim 2016, ISBN 978-83-7704-179-6.
- Auschwitz. Monografia Człowieka, Państwowe Muzeum Auschwitz-Birkenau, Oświęcim 2021, ISBN 978-83-7704-354-7.
  - Auschwitz. A Monograph on the Human, Państwowe Muzeum Auschwitz-Birkenau, Oświęcim 2022, ISBN 978-83-7704-366-0.
  - Auschwitz. Une monographie de l'humain, Calmann-Lévy, Paryż 2025, ISBN 978-2-7021-9174-3.
- Auschwitz Bauleitung. Designing a Death Camp. Projektowanie Obozu Śmierci, Państwowe Muzeum Auschwitz-Birkenau, Oświęcim 2023, ISBN 978-83-7704-380-6.

### Współautor
- Kościół wobec integracji europejskiej [współautor], red. Jan Grosfeld, Warszawa 1997, ISBN 83-85737-27-8.
- L’Église en Pologne après 1989 face aux nouveaux défis de la démocratie avec Marcin Przeciszewski, Volume 48 de Cahier / le Rayonnement culturel polonais, in Communio: revue catholique internationale, 179, Vol. XXX, 2005
- Mój Auschwitz [współautor rozmowy z Wł. Bartoszewskim], Znak, Kraków 2010, ISBN 978-83-240-1415-6.
  - Mein Auschwitz, Ferdinand Schöningh, Paderborn 2015, ISBN 978-3-506-78119-2.
- Le futur d’Auschwitz. Actes de la journee d’etude du 11 mai 2010, IRICE (Sorbone, Paris IV, CNRS et al.), cahier 7: Paris 2011, ISSN 1967-2713.
- Auschwitz od A do Z. Ilustrowana historia obozu, Państwowe Muzeum Auschwitz-Birkenau, Oświęcim 2013, ISBN 978-83-7704-060-7.
  - Auschwitz from A to Z. An Illustrated History, Państwowe Muzeum Auschwitz-Birkenau, Oświęcim  2013, ISBN 978-83-7704-060-7.
  - Auschwitz von A bis Z. Eine illustrierte Geschichte des Lagers, Państwowe Muzeum Auschwitz-Birkenau, Oświęcim 2013, ISBN 978-83-7704-200-7.
  - Auschwitz de la A a la Z. Historia ilustrada del campo, Państwowe Muzeum Auschwitz-Birkenau, Oświęcim 2016, ISBN 978-83-7704-085-0.
  - Auschwitz de A à Z. Une histoire illustrée du camp, Państwowe Muzeum Auschwitz-Birkenau, Oświęcim 2019, ISBN 978-83-7704-279-3.
  - Auschwitz dalla A alla Z. Storia illustrata del lager, Państwowe Muzeum Auschwitz-Birkenau, Oświęcim 2024 ISBN 978-83-7704-395-0.
- Auschwitz Legacies, Państwowe Muzeum Auschwitz-Birkenau, Oświęcim 2015, ISBN 978-83-7704-089-8.
- La Shoah. Au coeur de l’anéantissement, red. Olivier Lalieu, Paris 2021, ISBN 979-10-210-4736-5.
- International Leadership and Management. Emerging, Contemporary, and Unorthodox Perspectives, SWPS University, Warszawa 2022, ISBN 978-83-6244-383-3.

### Autor przedmowy lub koncepcji
- Guide historique d’Auschwitz [przedmowa], Jean-Francois Forges, Pierre-Jerome Biscarat, Autrement, Paris 2011, ISBN 978-2-7467-1484-7.
- Auschwitz-Birkenau. Miejsce, na którym stoisz [autor koncepcji i wprowadzenie], Państwowe Muzeum Auschwitz-Birkenau, Oświęcim 2012, ISBN 978-83-7704-035-5.
- Honey, cake & latkes. Recipies from the old world by the Auschwitz-Birkenau Survivors, New York 2022, ISBN 978-1595911230.
- Anna Dobrowolska, Byłem fotografem w Auschwitz. Prawdziwa historia Wilhelma Brassego, Kraków 2022, ISBN 978-83-240-6413-7.

## Odznaczenia i nagrody

### Polskie
W 2006 został odznaczony przez prezydenta Lecha Kaczyńskiego Złotym Krzyżem Zasługi. 15 kwietnia 2008 został również przez niego odznaczony Krzyżem Kawalerskim Orderu Odrodzenia Polski, a 20 stycznia 2010 Krzyżem Oficerskim Orderu Odrodzenia Polski. W 2012 otrzymał przyznawaną przez ministra spraw zagranicznych Odznakę Honorową „Bene Merito”, a w 2014 – przyznawaną przez ministra sprawiedliwości złotą odznakę „Za zasługi w pracy penitencjarnej”, a także – przyznawaną przez Rzecznika Praw Obywatelskich – odznakę honorową „Za Zasługi dla Ochrony Praw Człowieka”. W 2015 roku otrzymał przyznawany przez ministra kultury i dziedzictwa narodowego srebrny Medal „Zasłużony Kulturze Gloria Artis”.
Był nominowany do nagrody Totus (edycja 2008) w kategorii „Osiągnięcia w dziedzinie kultury chrześcijańskiej”. W 2022 roku za książkę Auschwitz. Monografia Człowieka był nominowany do Nagrody im. Jana Długosza oraz do Nagrody Historycznej im. Kazimierza Moczarskiego a został nagrodzony w pierwszej edycji konkursu Muzealnej Książki Roku Narodowego Instytutu Muzealnictwa i Ochrony Zbiorów, w kategorii książek naukowych. W 2024 dostał Nagrodę im. św. Grzegorza Peradze Studium Europy Wschodniej Uniwersytetu Warszawskiego. 

### Zagraniczne
W 2012 otrzymał Krzyż Kawalerski belgijskiego Orderu Korony, w 2013 – Krzyż Kawalerski monakijskiego Orderu Świętego Karola, a w 2014 Krzyż Oficerski greckiego Orderu Feniksa. W 2015 otrzymał Krzyż Kawalerski francuskiego Orderu Palm Akademickich. W 2019 otrzymał insygnia Kawalera Legii Honorowej. W 2020 papieski Krzyż Pro Ecclesia et Pontifice, insygnia komandorskie portugalskiego odznaczenia prywatnego Orderu Świętego Sebastiana oraz w dniu pięćdziesiątej rocznicy uklęknięcia kanclerza Willy’ego Brandta przed Pomnikiem Bohaterów Getta – Krzyżem Kawalerskim Orderu Zasługi Republiki Federalnej Niemiec. W roku 2022 został odznaczony Wielkim Krzyżem Odznaki honorowej za Zasługi dla Republiki Austriackiej. W grudniu 2022 roku został odznaczony insygniami oficerskimi francuskiego Orderu Sztuki i Literatury. W 2023 otrzymał Krzyż Oficerski Orderu Imperium Brytyjskiego.
1 sierpnia 2019, w przededniu 75. rocznicy likwidacji Zigeunerlager w Birkenau, otrzymał przyznawaną przez niemieckich Sinti i Romów Europejską Nagrodę Praw Obywatelskich. W październiku 2021 roku odebrał we Włoszech Premio Cherasco Storia za upowszechnianie historii. W lipcu 2022 roku, w Departamencie Stanu w Waszyngtonie otrzymał National Leadership Award, przyznaną przez Muzeum Holokaustu w Waszyngtonie (USHMM). W październiku 2023 otrzymał w Berlinie nagrodę Maximilian-Kolbe-Werk, ustanowioną z okazji 50-lecia tego ruchu. Była to pierwsza edycja tej nagrody.